# 布井良助

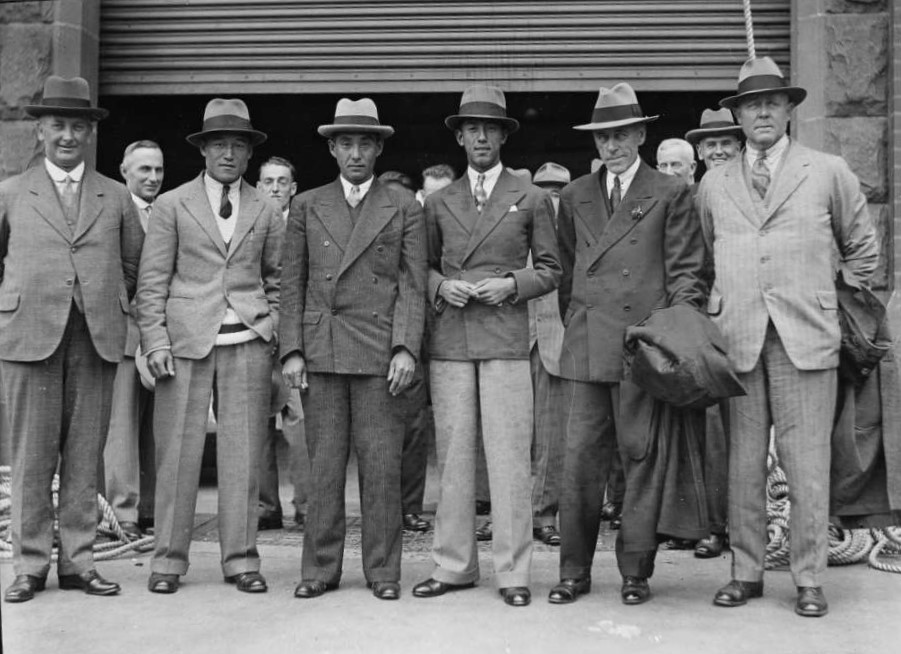
1932年の全豪オープンに出場した布井（前列右から3人目）。布井の横に原田武一と佐藤次郎。シドニー

布井 良助（ぬのい りょうすけ, 1909年（明治42年）1月18日 - 1945年（昭和20年）7月21日）は、兵庫県神戸市出身の男子テニス選手。神戸高等商業学校（現神戸大学）卒業。1933年（昭和8年）のウィンブルドン選手権男子ダブルス部門で佐藤次郎とペアを組んで準優勝し、日本人のテニス選手として初めて4大大会決勝に挑戦した選手である。

## 来歴
大阪、西道頓堀の米穀商で資産家の長男として生まれる。布井は1932年（昭和7年）の全日本テニス選手権男子シングルス決勝で佐藤次郎を 5-7, 6-2, 2-6, 6-4, 6-1 で破って優勝したことがあり、早くから佐藤にとって最大の親友であった。布井は同年の全豪選手権から1933年（昭和8年）の全米選手権まで、4大大会に1度ずつ出場した。1932年初頭の全豪選手権では、布井は準々決勝でジャック・クロフォードに 6-3, 5-7, 4-6, 1-6 で敗れている。布井のテニス経歴はほとんど1933年に記録されたもので、この年は男子テニス国別対抗戦・デビスカップの日本代表選手としても好成績を残した。
1933年の全仏選手権で、布井は男子シングルス3回戦でマルセル・ベルナール（フランス）に敗れたが、その前の2回戦でオーストラリアの強豪選手エイドリアン・クイストを破る活躍があった。続くウィンブルドンでは、シングルスは2回戦でレスター・ストーフェン（アメリカ）に敗れたが、佐藤次郎とペアを組んだダブルスで決勝戦に勝ち進む。相手は前年度優勝のフランスペア、ジャン・ボロトラとジャック・ブルニョン組であった。日本人テニス選手として初の4大大会優勝を目指した決勝戦で、佐藤と布井の組はこの強豪ペアから第1セットを 6-4 で奪ったが、続く3セットを 3-6, 3-6, 5-7 と逆転されて準優勝に終わった。全米選手権ではシングルス4回戦まで進み、第2シードのフランク・シールズ（ブルック・シールズの祖父）に 5-7, 2-6, 3-6 で敗れた。
デビスカップでは、当時の日本チームは「ヨーロッパ・ゾーン」に入っていた。1933年度のデ杯では、日本は1回戦でハンガリーに5勝0敗、2回戦でアイルランドに5勝0敗、準々決勝はドイツに4勝1敗で勝ち進んだが、準決勝でオーストラリアに2勝3敗で敗れた。布井は準々決勝のドイツ戦でゴットフリート・フォン・クラムに敗れたが、準決勝のオーストラリア戦ではビビアン・マグラスに 6-4, 6-4, 6-8, 7-5 で勝っている。デビスカップでも佐藤と布井はペアを組み、オーストラリア戦ではジャック・クロフォードとエイドリアン・クイストの組に敗れた。
ところが1934年（昭和9年）4月5日、佐藤次郎がマラッカ海峡で投身自殺をした後、ダブルス・パートナーであった親友の布井も日本テニス界を去ってしまう。その後、布井は太平洋戦争に従軍し、ビルマ戦役に赴いたが、戦争が終わりに近づいた1945年（昭和20年）7月21日にビルマのシッタン河畔でピストル自殺を遂げた。佐藤の死去に耐えかねて25歳でテニス経歴をやめた布井は、戦場で36歳の生涯を閉じてしまったのである。布井と佐藤のペアが実現できなかった4大大会初優勝の夢は、1934年のウィンブルドン混合ダブルス部門で三木龍喜がイギリスのドロシー・ラウンドと組んだ優勝によって実現した。2人が果たせなかった日本人選手による4大大会男子ダブルス優勝も、22年後に宮城淳と加茂公成の組が1955年の全米選手権で実現させた。